# Zahora
Zahora, es un asentamiento poblacional costero situado en el término municipal de Barbate, en la provincia de Cádiz, Andalucía. Se sitúa entre Los Caños de Meca y El Palmar. Es un núcleo de población informal, pequeño, casi anecdótico, que en los últimos años ha adquirido una dimensión mucho mayor con el boom del turismo en la zona. De manera aproximada la población de Zahora consta de unos 480 habitantes.
Sus coordenadas geográficas son Longitud: O3°53'6.04" y Latitud: N37°4'54.66". Zahora esta  a 72,1Km de Cádiz.
Se encuentra en el Cabo de Trafalgar, en la parte norte del faro, antes de llegar a Los caños de Meca.
Cerca de esta pedanía se encuentran municipios como Conil o Vejer de la frontera.

## Fauna y Flora
La flora más característica de la zona es la típica del bosque mediterráneo: pinares y matorral. Afortunadamente estas especies gozan de buena salud en el parque aunque existen peligros reales como incendios o urbanización descontrolada que pueden afectarles. Dentro de la flora podemos hacer una clasificación atendiendo a las distintas especies según en qué dunas se encuentren.

### Especies más representativas en duna primaria
- Barrón o amofila (Ammophila arenaria), cardo marino (Eryngium maritimum), lirio marino o azucena de mar (Pancratium maritimun), barrilla pinchosa (Salsola kali), oruga de mar (Cakile maritima), y lechetrezna (Euphorbia paralias).

### Especies más representativas en duna secundaria
- Lotus creticus, parasitada por jopo (Orobanche densiflora), Hypochaeris salzmanniana. También especies exóticas invasoras como la caña (Arundo donax).

### Especies más representativas en zonas húmedas de charcas interdunares
Domina especialmente el junco (Juncus maritimus), y en menor medida, espadaña o enea (Typha domingensis), carrizo (Phragmites Australis), castañuela (Scirpus maritimus) y bayunco (Scirpus littoralis), y en zonas menos inundadas grama de tipo (Cynodon dactylon y Paspalum paspaloides).
En cambio la fauna sí es merecedora de una mayor preocupación; en la zona existen especies de reptiles amenazadas de extinción, así como insectos y aves de especial interés como por ejemplo láridos, limícolas y estérnidos. Camaleones, lagartos ocelados, especies muy raras de mariposas además de algunos anfibios amenazados como  el gallipato (Pleurodeles waltl), el sapo corredor (Bufo calamita), y el sapo de espuelas (Pelobates cultripes) 

## Clima
El clima de Zahora es el mediterráneo oceánico de la costa atlántica. Se caracteriza por tener inviernos suaves, cuyas temperaturas se sitúan siempre por encima de los 10º, y veranos templados, que registran temperaturas medias en torno a 25º

## Playas
De arena gruesa y dorada, esta playa presenta distintos perfiles de costa a lo largo de su extensión. El extremo cercano al tómbolo (Trafalgar) no existen construcciones, con un gran sistema dunar que contiene gran cobertura vegetal. Al noreste, chalets y chiringuitos forman el frente de playa con más afluencia de usuarios. 
La playa puede dividirse según este criterio en dos tramos, el primero desde la desembocadura del Arroyo de San Ambrosio, un arroyo estacional que ejerce de límite con el término municipal de Vejer de la Frontera, hasta el comienzo del tómbolo del Faro de Trafalgar y un segundo tramos de playa exento de construcciones y dominado por la dinámica natural de la especial estructura de arena que lo conforma, con gran cantidad de vegetación y un sistema dunar desarrollado, hasta la playa de Mangueta.
La playa tiene una extensión de unos 3 kilómetros y los locales la dividen en zonas. La primera zona que va desde el faro de Trafalgar hasta la zona del Sajorami, se conoce como La Aceitera o La Cala Isabel; la segunda zona, es la playa del Sajorami, que toma su nombre del conocido local; y la tercera zona es la de la Playa de Mangueta (de manera estricta hasta el riachuelo).
Su extremo sur está prácticamente en solitario incluso en verano, siendo un atractivo lugar para pasear, perderse entre sus dunas o practicar nudismo. La urbanización se compone de un conjunto de casas y caminos no urbanizados que hacen difícil el acceso a la playa en vehículo. Podremos acceder a la urbanización desde la carretera de los caños tomando la desviación del camping.

## Cultura

### Fiestas
- Noche de San Juan. Tras la quema de los "Juanillos y Juanillas", es costumbre refrescarse en el mar, hacer hogueras en la playa y pasar la noche en compañía.

## Gastronomía
La gastronomía de Zahora se enmarca dentro de la gastronomía de la provincia de Cádiz, centrada en los productos del mar, en especial el atún de almadraba. Y es por eso que en Zahora la oferta de restaurantes, ventas y bares es amplia.
Zahora como tal no tiene platos típicos aunque se encuentra dentro de la región costera de Cádiz que tiene una fuerte personalidad gastronómica y disfruta de productos tanto del mar como de tierra adentro.

### Productos del mar
La zona de  Barbate es conocida por su fuerte sector pesquero lo que se traduce en una buena disponibilidad de pescado y marisco fresco. Los restaurantes de la zona suelen disponer de productos de este tipo, con platos de dorada, lubina, urta, lenguado, salmonetes y tantos otros peces de la costa local.
Mención especial merecen los platos de atún rojo, que se pescan en las almadrabas locales.
Los salazones y mojamas son otro de los puntos fuertes de la gastronomía local, con muchas opciones y calidades. Como sabores más curiosos, se suele encontrar en las cartas de la zona lo que se llaman “ortiguillas”, unas anémonas rebozadas que concentran en un bocado todo el sabor del mar. 

### Productos de la tierra
La huerta local es rica y se expande más allá de la provincia, en particular la que viene de Conil. De la Sierra vienen embutidos y quesos. Un queso muy típico de Cádiz es el Payoyo.
En cuanto a carne, la raza autóctona es la vaca retinta, que se puede ver hasta en las playas en sus paseos en busca de pasto.